# Komitet Wojskowo-Rewolucyjny
Zasugerowano, aby zintegrować ten artykuł z artykułem Rewolucyjny komitet wojskowy (dyskusja). Nie opisano powodu propozycji integracji.

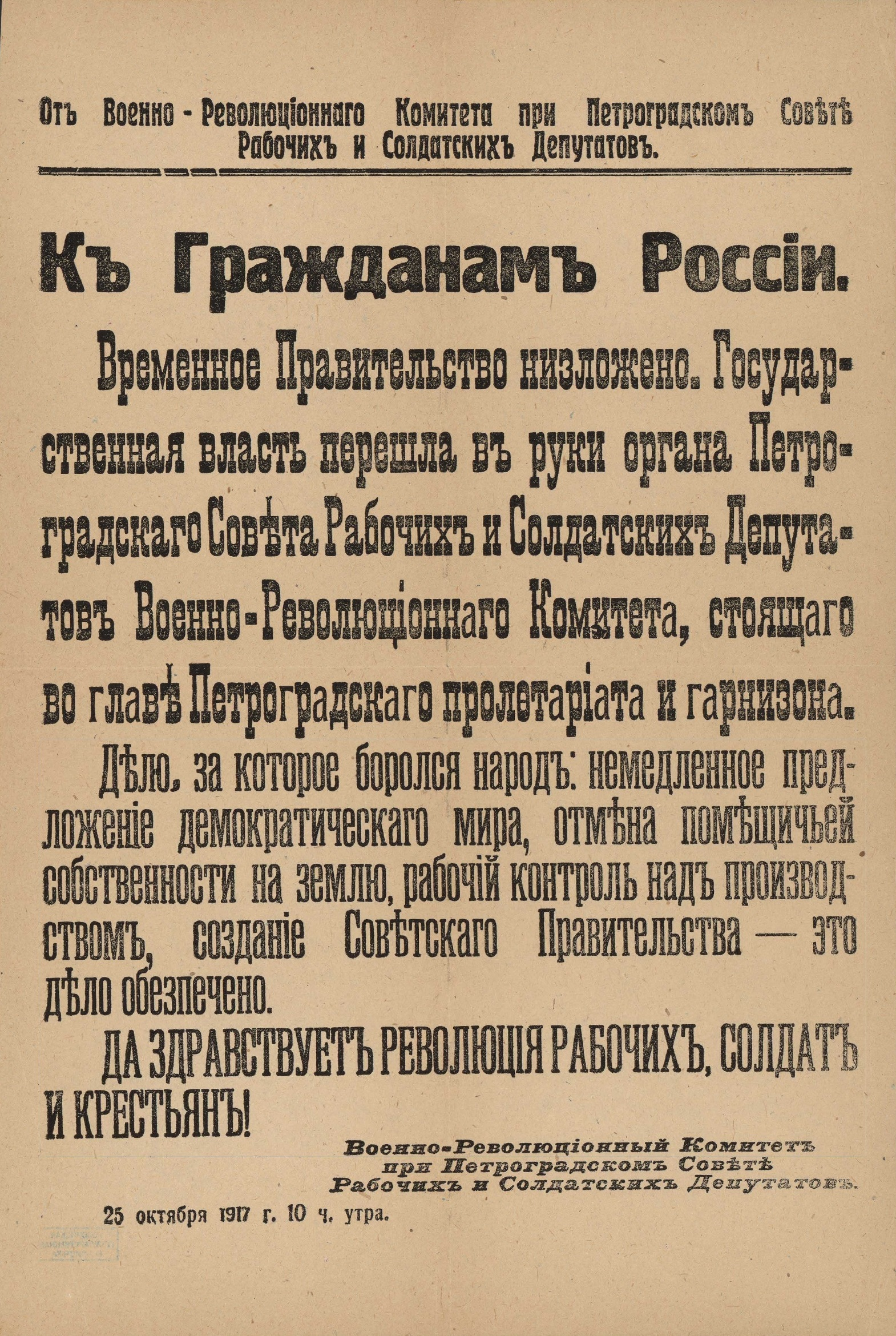
Ulotka Piotrogrodzkiego Komitetu Wojskowo-Rewolucyjnego informująca o obaleniu Rządu Tymczasowego Aleksandra Kiereńskiego

Komitet Wojskowo-Rewolucyjny, także rewolucyjny komitet wojskowy (ros. Военно-революционный комитет, военревком, ВРК) – ogólna nazwa organów wojskowych tworzonych przez partię bolszewicką – SDPRR(b) przy Radach podczas przygotowań do zbrojnego przewrotu bolszewików – rewolucji październikowej oraz podczas obalenia Rządu Tymczasowego.
Najbardziej znane rewolucyjne komitety wojskowe to: Piotrogrodzki Komitet Wojskowo-Rewolucyjny przy Piotrogrodzkiej Radzie Delegatów Robotniczych I Żołnierskich (utworzony 16 października?/29 października 1917), i Moskiewski Komitet Wojskowo-Rewolucyjny (utworzony 25 października?/7 listopada 1917, działający do 27.11.1917.
Decyzja KC SDPRR(b) z dni 23 i 29 października 1917 o przyspieszeniu przygotowań do zbrojnego przejęcia władzy zwiększyła tworzenie organów rewolucyjnych na szczeblu centralnym i lokalnym. Komitety tworzone były z reprezentantów partii bolszewickiej, rad (sowietów), komitetów robotniczo-chłopskich i wojskowych, Bolszewickiej Organizacji Wojskowej (tzw. Wojenki), Czerwonej Gwardii oraz innych organizacji wspierających bolszewików.
Komitety te tworzone były na różnych szczeblach administracji państwowej np. w guberniach, miastach, wsiach oraz wołostach.

## Lista najważniejszych rewolucyjnych komitetów wojskowych
| Data utworzenia | Nazwa                             | Przewodniczący (ważniejsi członkowie) | Uwagi                                                  |
| --------------- | --------------------------------- | --- | ------------------------------------------------------ |
| 29 października | Piotrogrodzki KWR                 | Pawieł Łazimir (Lew Trocki, Nikołaj Podwojski, Piotr Stuczka, Władimir Antonow-Owsiejenko, Mykoła Skrypnyk, Nikołaj Krylenko)                                |                                                        |
| 31 października | KWR 12 Armii                      | J. Czarinʹ (Karl Gailis, Janis Krumins) | od 8 listopada 1917 istniejący nielegalnie w Kieś      |
| 4 listopada     | Estoński KWR                      | Iwan Rabczyński (Jaan Anvelt, Viktor Kingissepp) |                                                        |
| 4 listopada     | Pskowski KWR                      | Wasilij Paniuszkin | Front Północny (od 8 listopada 1917)                   |
| 7 listopada     | Moskiewski KWR                    | Gieorgij Oppokow (Łomow), Aleksandr Smirnow, Grigorij Usijewicz, Nikołaj Murałow, Aleksandr Arosiew, Pawieł Mostowienko, Aleksiej Rykow, Stanisław Budzyński | działał do 27.XI.                                      |
| 7 listopada     | Woroneski Komitet Rewolucyjny     | A. Mojsiejew |                                                        |
| 8 listopada     | Riazański KWR                     | A. Syromjatnikow |                                                        |
| 9 listopada     | Miński WKR                        | Aleksandr Miasnikow (Moisiej Kałmanowicz, Wilhelm Knorin, Kārlis Landers)                                                                                    | Front Zachodni oraz Region Północno-zachodni (później) |
| 9 listopada     | Samarski KWR                      | Walerian Kujbyszew |                                                        |
| 9 listopada     | Tulski Komitet Rewolucyjny        | Grigorij Kaminski |                                                        |
| 10 listopada    | Tomski KWR                        | Aleksiej Bełenec |                                                        |
| 11 listopada    | Kijowski WKR                      | Leonid Piatakow (Andrij Iwanow, Wołodymyr Zatonski, Ołeksandr Horwic)                                                                                        | przeformowany na Rewkom Kijowski 28 stycznia 1918      |
| 11 listopada    | Smoleński Komitet Rewolucyjny     | S. Joffe |                                                        |
| 21 listopada    | Dagestański KWR                   | Ułłubij Bujnakski |                                                        |
| 27 listopada    | Orenburski KWR                    | Samuił Cwilling |                                                        |
| 1 grudnia       | KWR Frontu Południowo-Zachodniego | G. Rażiwin (Wasilij Kikwidze) |                                                        |
| 15 grudnia      | KWR Frontu Rumuńskiego            | Piotr Baranow (Aleksandr Krusser, Władimir Judowski) |                                                        |
| 20 grudnia      | Barnaułski KWR                    | Matwiej Caplin) |                                                        |
| 23 grudnia      | Charkowski KWR                    | Artiom (Walerij Mieżłauk, Moisiej Ruchimowicz) |                                                        |
| ???             | Jekaterynosławski KWR             | Nikołaj Krestinski |                                                        |
| ???             | Winnicki KWR                      | Nikołaj Tarnogrodzki |                                                        |
| ???             | Odeski KWR                        | Władimir Judowski |                                                        |
| ???             | Szujski KWR                       | Michaił Frunze |                                                        |
| ???             | Symferopolski KWR                 | Jānis Šepte |                                                        |
| 29 grudnia      | Sewastopolski Komitet Rewolucyjny | Jānis Daumanis |                                                        |
| styczeń         | Astrachański Komitet Rewolucyjny  | Mina Aristow |                                                        |
| 10 stycznia     | KWR Frontu Kaukaskiego            | Grigorij Korganow (Boris Szebołdajew) |                                                        |
| 23 grudnia      | Doński KWR                        | Fiodor Podtiołkow (Michaił Kriwoszłykow) |                                                        |
| 30 stycznia     | Kubańsko-Czarnomorski KWR         | Jan Połujan |                                                        |
| 2 marca         | Siedmiorzecki KWR                 | Pawieł Winogradow |                                                        |